# John Pickard (homme politique)
Pour les articles homonymes, voir Pickard.
John Pickard (1824-1883) est un homme d'affaires et un homme politique canadien du Nouveau-Brunswick.

## Biographie
John Pickard naît le 27 avril 1824 à Douglas. Il commence à travailler avec son père qui possédait un moulin puis s'établit à son propre compte comme marchand général à Fredericton, puis comme marchand de bois. 
Opposé à la Confédération, il se lance en politique en 1865 en se mesurant à Charles Fisher, ex-premier ministre du Nouveau-Brunswick, dans une élection partielle du Comté d'York mais il est sévèrement battu.
Il est toutefois élu 2 ans plus tard, en octobre 1867, député provincial du Comté d'York. Il se présente ensuite à la Chambre des communes et est élu le 28 octobre 1868 député fédéral de la circonscription de York. Il sera ensuite constamment réélu aux élections de 1872, 1874, 1878 et 1882 et représentera ainsi sa circonscription pendant plus de 15 ans jusqu'à sa mort, intervenue le 17 décembre 1883 à Fredericton.